# 김효원

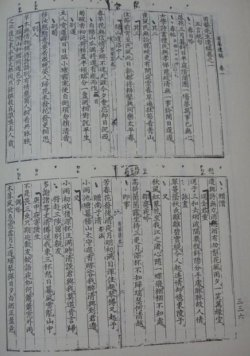
저서 성암집의 일부

김효원(金孝元, 1542년 ~ 1590년)은 조선 중기의 학자이며 문신이다. 이황과 조식의 문인이다. 본관은 선산(善山, 일선)으로, 자는 인백(仁伯)이고 호는 성암(省庵)이다.
퇴계 이황과 남명 조식의 문하에서 수학하였으나 윤원형의 사위 이조민의 친구인 탓에 한때 윤원형가의 식객으로 있기도 했다. 그 뒤 훈구파가 몰락하고 사림파가 크게 진출할 때 소장파 관인의 대표적인 인물이었다. 심의겸의 반대를 무릅쓰고 이조정랑이 되었으나 다음해 심충겸이 이조전랑에 천거되자 외척임을 들어 적극 반대하여 사림을 자신을 중심으로 한 동인과 심의겸을 중심으로 한 서인으로 갈라지게 하였다. 노수신과 이이의 조정책으로 외직으로 전출된 후 10년 간 한직(閒職)을 전전했다.
김효원은 심의겸의 동생 심충겸이 이조전랑직에 천거되자 외척이 인사권을 장악해서는 안 된다며 반대하였다. 심의겸과 심충겸은 명종비 인순왕후의 동생들로, 선조가 명종의 양자 자격으로 임금이 되었으므로 그의 주장이 인정되었다. 사후 이조참판에 증직되었다가 다시 이조판서로 추증(追贈)되었다. 교산 허균과 허난설헌의 인척으로, 허균은 그의 사위이며 허균의 형 허봉의 딸이 그의 맏며느리였다. 동인과 서인의 붕당 분열의 원인을 제공한 인물로 평가되고 있지만, 생전에는 청렴한 선비로서 신진 인사들의 존경을 받았다.

## 생애

### 생애 초기
김효원은 1542년에 태어났다. 증조부는 상원서 직장 수현(秀賢)이며, 할아버지는 전생서 직장 덕유(德裕)이다. 아버지는 영유 현령(永柔 縣令) 홍우(弘遇)이며, 어머니는 윤은좌(尹殷佐)의 딸 해평 윤씨이다. 아래로는 동생 김이원 등이 있었다. 일찍이 한성에 올라와 한성부 남부 건천동(乾川洞)에서 살았는데 이때 류성룡 등을 만나 알게 되었다.
생원시를 거쳐 1565년 알성 문과에 장원으로 급제하였다. 그는 퇴계 이황의 문하와 남명 조식의 문하에서 수학했다. 이황의 제자들 중의 한사람이며 김종직의 학통으로, 남명 조식의 문하에도 찾아가서 배웠다. 스승 중 한사람인 조식이 죽었을 때는 "방향 모르는 날 가르쳐주셨고(誘掖回迷走)/ 날 채워서 옳은 사람 되게 했다네(充盈見實歸)/ 인문이 이제는 끝나고 말았구나(人文今已矣)/ 이제 우리 도를 누구에게 의지할꼬(五道竟何依)?"라는 만사를 짓기도 했다. 그는 학문상으로는 김종직-이황의 학맥과 조식의 학맥을 두루 계승하였다.
그의 친구 중 명종의 외삼촌인 윤원형(尹元衡)의 사위로, 장인 윤원형의 집에 처가살이하던 이조민(李肇敏)이 있었는데, 그 때문에 일찍이 윤원형의 집에 자주 들락거리게 되었다. 그의 다른 친구들은 이조민을 멀리할 것을 권고했으나 그는 이조민의 사람됨됨이를 보고 윤원형의 집에 출입하였다. 그러나 인순왕후의 친정 남동생으로 역시 왕실의 인척이던 심의겸이 집안 어른들과 함께 윤원형의 집에 출입하다가 그를 보게 된다.
그는 문을 닫고 봄에 직접 꼬은 신발 한 켤레로 십여 년 이상 신었다 한다. 이황과 조식의 문하에서 수학하였으나 윤원형의 사위 이조민의 친구인 탓에 한때 윤원형가의 식객으로 있기도 했다. 그 뒤 명종말엽 윤원형(훈구파)일파가 몰락하고 사림파가 크게 진출할 때 이황과 조식의 문인인 덕에 신진사류의 한사람으로 관직에 진출할 수 있었다. 1564년(명종 19)의 진사시에 합격하여 진사가 되고 바로 성균관에 들어가 유생으로 수학하였다. 1565년 알성문과에 급제하였다.

### 관료 생활
그 뒤 병조좌랑·정언·지평을 지냈으며 사헌부 지평으로 재직 중 김효원은 문정왕후 윤씨가 죽고 척신계가 정계에서 몰락하면서 새로이 정계에 진출한 신진 사림파의 대표적 인물로 부상하게 되었다. 1574년(선조 7년) 이조전랑으로 있던 오건(吳健)이 자리를 옮기면서 이조전랑으로 오건이 그를 추천하였으나 과거 문정왕후의 동생 윤원형의 문객이었다는 이유로 이조참의 심의겸(沈義謙)이 강하게 반대하여 실패하였다. 그러나 그는 외척도 아니고 이황과 조식의 문인들의 지원을 받고 있었으므로 심의겸의 반대를 견뎌내고 이조전랑이 되었다. 또한 그는 심의겸이 외척으로 그의 집안이 윤원형의 집안과 인척이고 가까이 왕래한 것과, 심통원의 부패, 비리를 지적하며 공격하였다.
이후 그는 이일을 가슴에 담아두고 심의겸에게 복수할 기회를 노리고 있었다. 그 뒤 김효원의 후임으로 이조에서 심의겸의 동생 심충겸(沈忠謙)이 이조전랑 후보로 천거되자, 그는 심충겸이 명종비 인순왕후(仁順王后)의 남동생인 척신이라는 이유로 극력 반대하였으며 이조전랑직이 외척집안의 물건이냐며 심의겸과 심충겸을 공격하였다.

### 동서 분당의 원인
1574년 이조전랑을 지냈고 이듬해인 1575년 심의겸의 동생 심충겸(沈忠謙)이 이조전랑으로 추천되자 이번에는 김효원이 전랑의 관직은 절대로 척신의 사유물이 되어서는 안 된다고 반대하였다. 이후 그는 심의겸과 심충겸을 외척이라며 비난하였고, 선조가 명종의 양자 자격으로 즉위한 것과 같으므로 그의 주장이 공론으로 받아들여졌다.
김효원을 지지했던 사림으로는 김우옹, 류성룡, 이산해, 정구, 허엽, 임제, 이발, 정지연, 우성전, 정유길 등이 있었는데 이들은 대개 이황, 조식의 제자들과 화담 서경덕의 문인과 손제자들이었다. 이들을 동인이라 하고, 심의겸, 이이, 성혼, 윤두수 등을 서인이라 칭했는데 이는 당시 김효원의 집이 서울 동쪽 건천동에 있었기 때문에 동인이라 하게 되었고, 심의겸의 집은 한성부 서쪽 정릉방에 있어 서인이라고 부르게 되었다.
한편 심의겸과의 대립은 사림의 분열로 이어지고 점차 심해지자 우의정 노수신과 부제학 이이 등은 분쟁 완화의 조정안으로 두 사람을 한성을 떠나 외직으로 보낼 것을 선조에게 건의하여 김효원은 경흥부사로, 심의겸은 개성부유수로 전보되었다. 그러나 김효원이 더 먼곳의 외직에 배치되었다는 동인의 반발로 그 조정안은 실패로 끝났다. 김효원을 지지하던 측에서는 일부러 배경이 없던 그를 더 먼곳으로 축출한 것이라 반발하여 다시 부령부사로 전보되었다. 그러나 이 역시 부령이 변방이라 하여 반발하므로 다시 삼척부사로 옮기게 되었다.

### 지방관 생활
청의(淸議)를 주장하여 사림으로부터 선명성을 인정받고 동인의 영수로 추대되었다. 그러나 10여년간 지방관 생활을 하며 서원과 서당 설립을 장려, 권장하는 등의 문교 진흥 정책에 힘썼다. 또한 당쟁이 일어난 것에 대하여 책임을 느끼고 정치와 시사(時事)에 대해서는 되도록 입을 열지 않았다. 또한 지방관으로 재임하며 사사로운 일로는 한 번도 도성을 밟지 않았다.
선비들과 강론을 할 때면 가난한 살림에도 음식을 나누었고, 더러는 해가 저물 때까지 식사조차 잊을 정도였다. 또한 그는 교육에도 심혈을 기울여 이황과 조식 등에게서 배운 학문을 후대에 전수하여, 직접 후학을 양성하여 성리학자들을 길러냈다.
안악군수, 영흥부사로 승진하여 재직 중 사망하였다. 주을천 옆 묘소 입구에 신도비가 세워졌으며 이준(李埈)이 짓고 김세렴(金世濂)이 글씨를, 허목(許穆)이 전액하여 1743년에 설립하였다. 안악군수, 영흥부사로 승진하여 재직 중 사망하여 묘갈명은 갈암 이현일이 썼으며 '(조정에 있을 때 정색(正色)과 직언(直言)으로 조금도 거리낌이 없었다. 그래서 일시의 권간들이 모두 다 똑바로 쳐다보지 못하였다'고 하였다. 저서로는 《성암집》 등이 있다.

### 사후
사후 증 가선대부 이조참판에 추증되었다가 뒤에 다시 증 이조판서에 가증(加贈)되고 삼척의 경행서원(景行書院) 등에 제향되었다. 묘갈은 미수 허목이 찬하였으나 후에 1803년(순조 3) 다시 세워졌다.
그의 딸 중에 한명은 허균의 후처가 되었고, 허균의 형인 허봉의 딸은 그의 아들 김극건의 부인이 된다. 동인이 남인과 북인으로 분당될 때 그의 동생 김이원 등은 북인에 가담했고, 동생 김이원, 증손 김세렴 등은 모두 북인의 당원이었다.

## 저서
- 《성암집》

## 가족
초당 허엽과는 사돈이 된다.
- 할아버지 : 김덕유(金德裕)
  - 아버지 : 김홍우(金弘遇)
  - 어머니 : 윤은좌(尹殷佐)의 딸
    - 동생 : 김이원(金履元])
    - 동생 : 김신원(金信元)
    - 동생 : 김의원(金義元)
    - 부인 : 초계 정씨, 정승계(鄭承季)의 딸
      - 장남 : 김극건(金克鍵)
      - 자부 : 양천허씨 - 허봉許篈의 딸
        - 손자 : 김세렴(金世濂)

      - 장녀 : 선산김씨
      - 사위 : 허균(許筠, 허봉(許篈)의 동생)

## 기타
강원도 원주에 별장이 있었다 한다.

## 같이 보기
| - 허균 - 허난설헌 - 이황 - 조식 - 서경덕 - 성리학 - 김세렴 - 김우옹 - 정구 - 박승임 - 성혼 - 류성룡 - 우성전 - 이조민 - 윤원형 | - 동인 - 북인 - 김이원 - 이경항 - 이산해 - 임제 - 허목 - 윤휴 - 허봉 - 허성 - 허준 - 허엽 - 이성헌 - 이언적 | - 심의겸 - 심충겸 - 이이 - 이순신 - 송익필 - 송한필 - 원균 - 윤근수 - 윤두수 - 박순 - 정인홍 |

## 참고자료
- 윤종일교수의 남양주역사기행(26)- 동인(東人) 김효원(金孝元)(남양주타임즈, 2007.01.26자